# The Match
Pour les articles homonymes, voir Match.
Pour plus de détails, voir Fiche technique et Distribution.
The Match (hangeul : 승부 ; hanja : 勝負 ; RR : Seungbu ; MR : Sŭngbu ; litt. « La victoire ») est un film sud-coréen réalisé par Kim Hyeong-joo et sorti en 2025.
Il s'agit de l'histoire vraie des joueurs de go professionnels sud-coréens Cho Heon-hyeon et Lee Chang-ho dans les années 1980.

## Synopsis
En 1984, Cho Heon-hyeon, meilleur joueur de go professionnel sud-coréen, rencontre et enseigne le go à son unique jeune apprenti Lee Chang-ho. Malgré ses doutes initiaux, son élève montre un talent atypique et s'impose rapidement comme un des meilleurs joueurs du monde.

## Fiche technique
Sauf indication contraire ou complémentaire, les informations mentionnées dans cette section peuvent être confirmées par la base de données KMDb
- Titre original : 승부
- Titre international : The Match
- Réalisation : Kim Hyeong-joo
- Scénario : Kim Hyeong-joo et Yoon Jong-bin
- Musique : Jo Yeong-wook
- Décors : Jeong Eun-yeong
- Costumes : Cho Sang-kyeong
- Photographie : Yoo-eok
- Son : Kim Chang-seop
- Montage : Kim Sang-bum
- Production : Geok Soo-ran et Yoon Jong-bin[2]
  - Production exécutive : Kim Tae-won
  - Coproduction : Son Seok-woo
- Sociétés de production : Moonlight Film[1], en coproduction avec BH Entertainment
- Société de distribution : Bypoem Studio
- Budget : 15 milliards de won[3]
- Pays de production :  Corée du Sud
- Langue originale : coréen
- Format : couleur
- Genre : biographie, drame, sport
- Durée : 115 minutes
- Dates de sortie :
  - Corée du Sud : 26 mars 2025
  - Monde : 7 mai 2025 (Netflix)

## Distribution
- Lee Byung-hun (VF : Pierre Tessier) : Cho Heon-hyeon
- Yoo Ah-in(VF : Adrien Larmande) : Lee Chang-ho
  - Kim Kang-hoon : Lee Chang-ho, jeune
- Moon Jeong-hee : Jeong Mi-hwa, épouse de Cho Hoen-hyeon
- Ko Chang-seok : Cheon Seung-pil, père de Lee Chang-ho
- Hyeon Bong-sik (ko) : Lee Yong-gak
- Jeon Moo-song (en) : Lee Hwa-choon
- Nam Moon-chul (ko) : Baek Sa-beom
- Jeong Seok-yong (ko) : Lee Jae-ryong
- Joo Jin-mo (en) : Jo Gyoo-sang
- Kwak Ja-hyeong (ko) : Seop Wi-pyeong
- Jo Woo-jin : Nam Gi-cheol (apparition exceptionnelle)

Source et légende : version française (VF) sur RS Doublage et carton cinématographique du doublage français.

## Production

### Genèse et développement
Le film s’inspire de l'histoire vraie sur les joueurs de go professionnel Cho Heon-hyeon et Lee Chang-ho, écrit et réalisé par Kim Hyeong-joo et produit par Yoon Jong-bin avec sa société Moonlight Film.

« Au début, j’étais intéressé par l’histoire du jeune joueur talentueux, mais plus je faisais des recherches, plus je réalisais que son professeur était également incroyable. J'ai décidé de décrire la relation entre ces deux personnes, en voyant le professeur qui a tout perdu au profit de son élève et ce dernier qui a grandi en franchissant son professeur. »

— Kim Hyeong-joo
Le budget de la production s'est estimé à 15 milliards de won, ce qui nécessitera de rassembler plus de 1,8 million de spectateurs pour le seuil de rentabilité.

### Distribution des rôles
|  |

Fin août 2020, Lee Byung-hun envisage de participer au projet du filmThe Match de Kim Hyeong-joo, pour qui il incarne Cho Heon-hyeon, après la fin du tournage Défense d'atterrir (비상선언) de Han Jae-rim. Début octobre, le responsable d'United Artists Agency révèle que Yoo Ah-in a « reçu une proposition d'un rôle pour le film (…), mais ce n'est pas encore confirmé ». Il y tient le rôle de Lee Chang-ho. Début novembre, Moon Jeong-hee rejoint ces deux derniers pour le rôle d'une femme ayant la plus grande influence sur la vie de Jo Hoon-hyeon.
Début mars 2023, l'apparition de Hyun Bong-sik est révélée.

### Tournage
Le tournage commence le 17 décembre 2020,. Il a lieu à Dangjin (Chungcheong du Sud), à Pusan, dans le district d'Ulju pour l'ancien bâtiment du bureau (Yeongnam).
Il s'achève le 3 avril 2021 à Ulsan (Yeongnam).

## Accueil

### Sorties
Le film est vendu à des distributions internationales et est projeté au marché du film asiatique du Festival international du film de Busan, en octobre 2021. En octobre 2022, Netflix annonce sa possibilité de diffuser le film. En décembre, Netflix confirme sa diffusion mondiale en 2023,,,.
En février 2023, sa diffusion est prévue au deuxième semestre en ce même année, puis s'avère compliquée à la suite du scandale de Yoo Ah-in, lié aux drogues,,. Début décembre, selon Netflix, sa sortie a été temporairement suspendue, et la date reste indécise.
Il sort finalement le 26 mars 2025 dans les salles obscures.

### Box-office
Au premier jour de sa sortie en Corée du Sud, The Match se classe à la première place du box-office « Premier jour » avec 91 477 spectateurs. Un succès est annoncé, tout en conservant sa première place pendant 21 jours avec 1 866 178 spectateurs, fixant le seuil de rentabilité de 1,8 million au 20e jour. Il dépasse les 2 millions (2 009 330) spectateurs au 27e jour.

## Distinctions

### Nominations
- Baeksang Arts Awards 2025 :
  - Meilleur acteur, Lee Byung-hun pour le rôle de Cho Heon-hyeon
  - Meilleur scénario pour Kim Hyeong-joo et Yoon Jong-bin